# Amery Darbón
Amery Darbón fue una actriz argentina de la primera mitad del siglo XX.

## Carrera
Darbón debutó a comienzos de la década de 1930. Trabajó con Hugo del Carril Nélida Bilbao, Berta Aliana, George Rigaud, Pepita Serrador, Alicia Barrié, Ernesto Vilches, Lydia Lamaison, Eva Duarte, Santiago Gómez Cou, María Ruanova y Carlos Tajes, entre otros.
Luego de su último filme en 1941, Amery, se retiró del ambiente artístico.   

### Cine
- 1938: Jettatore
- 1938: El remanso
- 1940: El astro del tango
- 1941: Embrujo